# バービーとペガサスの魔法
『バービーとペガサスの魔法』（バービーとペガサスのまほう、原題: Barbie and the Magic of Pegasus）は、2005年にアメリカ合衆国より発売されたバービーのコンピュータアニメーション長編映画作品（オリジナルビデオ）。バービーシリーズの第6作目のビデオ映画作品。
日本では劇場未公開。VHSとDVD未発売。2007年7月28日にカートゥーン ネットワークより放映されている。

## ストーリー
アニカ姫（バービー）はスケートが大好きな美しい娘。彼女を妻に迎えようとたくらむウエンロック魔王は、その申し出を断られ彼女の両親の王と王妃に魔法をかけ、王国中を石像に変えてしまう。その時アニカ姫は翼を持った馬・ペガサスに助けられた。ペガサスは両親と同じように魔王によって姿を変えられた姉・ブリエッタ姫だった。魔王の魔法を解くには伝説の“光の杖”が必要である。ペガサスや途中で出会った青年エイダンとともに、アニカ姫は王国を救うために尽力する。

## キャスト
| 役名         | 俳優                     | 日本語吹き替え |
| ------------ | ------------------------ | -------------- |
| アニカ       | ケリー・シェリダン       | 坂本真綾       |
| エイダン     | マーク・ヒルドレス       | 千葉進歩       |
| ブリエッタ   | ラライニア・リンドベルグ | 折笠富美子     |
| ウェンロック | コリン・マードック       | 青山穣         |
| 雪の女王     | キャスリーン・バー       | 五十嵐麗       |
| 国王         | ラッセル・ロバーツ       | 楠見尚己       |
| 王妃         | キャスリーン・バー       | 田中敦子       |
| ローズ       | シャンタル・ストランド   | 加藤英美里     |

- その他の吹き替え：赤城進／鶴岡聡／壱智村小真／矢澤喜代美／樋口あかり／中田隼人／川原慶久／岡田由里子

## 日本語版制作スタッフ
- プロデューサー：岡田由里子（カートゥーン ネットワーク）
- 演出：嶋澤みどり
- 吹替翻訳：柳澤由美
- 調整：飯村靖雄
- 制作担当：井口大介、田中祥太（ブロードメディア・スタジオ）
- 音響制作：カートゥーン ネットワーク、ブロードメディア・スタジオ